# Gファイター
Gファイター（ジーファイター、G-FIGHTER）は、テレビアニメ『機動戦士ガンダム』に登場する架空の兵器。地球連邦軍の重戦闘機で、ガンダム（型式番号：RX-78）のサポートメカニズム。

## 機体概要
Gパーツ（ジーパーツ）あるいはGメカ（ジーメカ）とも呼称される。
ガンダムはホワイトベースとの共同開発によって攻撃力こそ裏付けされたものの、単体での移動能力には課題を残した。ビーム兵器の搭載によってエネルギー消費が高かったことや、軽量化した故にロケットの燃料積載が少なかったことがその原因とされる。また、連邦軍におけるMS開発班では地上におけるMSの機動力や、上空支援の問題を鑑み、その解決策としてGメカを開発したとしている。ガンダムの移動手段を補うためにさらなる飛行用ユニットが開発された。ガンダムの実働データが出てから急造された機体であり、製造から実戦配備までわずか2か月であったという。パーツは2機分が試作されたとする。
Gメカはガンダム1機につき1機のGパーツがサポートする構造をとり、基本形をGファイター、ガンダムとのドッキング状態をGアーマーと呼称する。Gメカはコア・ブロックシステムによる換装規格を有しており、水中を除いてあらゆる環境下でガンダムやコアファイターとのドッキングを行う。適合できる幅は広いものの、完全なマニュアルが存在するわけではなく、ホワイトベース将兵による運用方法の模索が行われた。ホワイトベースに完成した2機がそのまま配備され、パイロットはセイラ・マスとスレッガー・ロウが務めている。
一年戦争後は連邦宇宙軍とアナハイム社によるガンダム開発計画に大きな影響を与えたともされるが、真相は定かではない。尚、Gメカは"G-Multiple Expansion of CHangeable Armaments（ガンダム用多目的拡張可変武装群）"の略であるとも言われる。またGパーツは"G-Practical Advanced Research for Tactical System（ガンダムを中核とする戦術システムのための実用的先端研究）"とされる。

### 機体構造
Aパーツ、Bパーツ
機体前部をAパーツ、機体後部をBパーツと呼称する。AとBはそれぞれ"Armament（武装）"、Bパーツは"Booster（推進力増強）"の略であるとも言われる。前後のパーツをGメカAパーツ、GメカBパーツと記述した資料も見られる。
コクピット
Aパーツにコックピットがあり、コア・ファイターと同様の規格となっている。ここで操縦と火器管制を行うが、教育型コンピューターは採用していない。合体時はGアーマー側がガンナーと操縦手を担当し、ガンダム側はオペレーターを担当するがGアーマー初登場の第24話ではガンダム側がガンナーを担っていた。キャノピーは被弾の瞬間に自動で装甲シャッターに覆われる仕組みになっており、セイラ・マスは「このコックピットならビームの直撃をカバーすることさえできる」と独白している(第26話)。
キャタピラタンク
Gブル構成時にはAパーツ、ボルトアウトのプロセス中はBパーツに接続されている。独立した降着脚としても機能する。主にGブルやGブルイージーの折に陸戦用に使用されるため(Gファイター時でも機能的には使用可能で、第23話ではこれで地上を走行し戦闘中のガンダムと合流している)、飛行時にはデッドウェイトとなる。この部位にブームモジュールが設けられており、合体時のエネルギー経路組み替えガイドや、合体保持に使用される。
主翼
モードによって前進翼と後退翼を切り替え可能。構造上はガンダムシールドと同等の強度を誇る。補助推進システムと一体になっており、熱核ジェット・ロケットとプロペラントを内蔵。先端と後端がどちらもインテークまたはスラスターに切り替わる方式となっている。また、サブフライトシステムとして運用した際にガンダムの足場を固定する装置も組み込まれている。Bパーツに装備。
サブスラスター
Gファイターには機体各部に組み込まれたサブスラスターが存在し、VTOLやSTOLを可能とする。
メインジェネレーター
コアファイターと連動した運用も可能。

### 武装
メガ粒子砲 / 連装式メガ粒子砲
「ビームキャノン」とも呼称される。Gメカの主兵装で、開発途上のキャノンを実験的に取り付けたもの。三種類が存在する。
エネルギーCAP方式を導入。ガンダムのビームライフルを凌駕する威力を持ち、ガンダムとのドッキング時は発射回数が増加する。
ノーズミサイル
「機首部ミサイル」とも呼称され、GパーツA側の機首部に格納される。展開によって水平発射と対潜発射が可能。
小型ミサイルランチャー
Bパーツ後端に格納される。

### ガンダムへの換装
Gアーマーからガンダムへの分離をボルトアウト (BOLT OUT) と呼ぶ。GパーツA及びBを分離させ、内部のガンダムを起動する。GパーツAとBは合体してGファイターとなり、そのままガンダムを乗せて飛行することも可能である。この際、当初は右腕部分のシールドを破棄していたが、後に特製のジョイントをかませる事で、右腕部分のシールドを左腕部分のシールドに重ねることが可能になった。
また、各ドッキング・パターンからガンダムへ換装する際も、1度Gアーマーに合体する必要があった。これをフォーメーションG (FORMATION G) と呼ぶ。一般的にはアムロの乗るGブルに、Gスカイからコア・ファイターを分離した空中換装モードの機体を合体させてGアーマーとなり、さらにガンダムをボルトアウトさせる方法が取られた。換装は全て自動制御により約15秒で完了するが、時速600km以下では失速してしまう。

## ガンダムとのドッキング・パターン
|                  | Gパーツ                         | ガンダム                                         | ガンダム                    | ガンダム    | Gパーツ         |
| 前部Aパーツ      | 上半身Aパーツ                   | コア・ファイター                                 | 下半身Bパーツ               | 後部Bパーツ |                 |
| ---------------- | ------------------------------- | ------------------------------------------------ | --------------------------- | ----------- | --------------- |
| Gファイター      | ◎                               |                                                  |                             |             | ◎               |
| Gアーマー        | ◎                               | ○                                                | ○                           | ○           | ◎               |
| Gブル            | ◎                               | ○                                                | ○                           |             |                 |
| Gブルイージー    | ◎                               | ○                                                |                             |             |                 |
| Gスカイ          |                                 |                                                  | ◎                           | ○           | ◎               |
| Gスカイイージー  |                                 |                                                  | ◎                           |             | ◎               |
| ガンダムMAモード |                                 | ◎                                                | ○                           | ○           | ◎               |
| 武装             | ビームキャノン×2 機首ミサイル×2 | ビームライフルなど ビームサーベル×2 バルカン砲×2 | 小型ミサイル×2 バルカン砲×2 |             | 4連装ミサイル×2 |

Gパーツとガンダム、及びコア・ファイターは多様な組み合わせが可能である。上の表は各パーツの組み合わせと、その結果完成する形態の名称である。

### Gファイター
GパーツA, Bのみを使用した重戦闘爆撃機形態。GパーツAの無限軌道は機体の内部に引き込み、空気抵抗を受けないように工夫されている。その際無限軌道は長さ・幅ともに縮む変形機構を持つとも言われる。ジオン公国軍のドダイYS同様、上部にガンダムを乗せてサブフライトシステムとしての運用が可能であり、その際はGパーツB側面のブロックを回転させて前方に移動する。

### Gアーマー
ガンダムを仰向けの状態でGパーツA, Bで挟んだ重爆撃機形態。全てのパーツを使用するためGフルとも呼ばれる。GパーツB側面の主翼を含むユニットはガンダムの腕部スペースの関係上、回転して後方に移動する。
操縦はガンダムよりも簡略化されており、火器管制をガンダム側から行うことも可能である。また、アムロ曰く「ガンダムの3倍は保つ」ほどにビームキャノンが高出力化している。ガンダムとの分離時にはGパーツA, Bはコンピューター制御により自動的に合体する。
ガンダムの腹部が剥き出しになるため、その両脇をガンダムの両腕に装備したガンダムシールド2枚で保護するという方法が実戦運用から誕生している。これにより装甲の強化だけでなく、機体の安定性と飛行特性が改善されている。当初はボルトアウト時に右腕のシールドを投棄するという無駄が発生していたが、アニメ『機動戦士ガンダム』第27話、第28話では、右腕から左腕のシールドにジョイントで2枚重ねに装着し直す案がアムロ・レイから提出され、実現に至っている。なお、それ以前の第24話、第25話では、Gアーマーで出撃した際左側面に被弾し、右腕のシールドが失われた状態からボルトアウトするという描写になっている。

### Gブル
GパーツA、腹部装甲パーツを除いたガンダムAパーツ及びコア・ブロックを合体させた、陸戦用重戦車形態である。コア・ブロックの推進エンジン（ガンダムBパーツとの接合部分）側を正面として運用する。（GパーツAのビーム砲の砲身は上下方向で180度回転し、向きが逆になる）第26話、第29話に登場。
各ドッキング・パターンの内で唯一ガンダム（コア・ファイター）のコクピットから操縦可能な形態である。側面の装甲が貧弱なことから、実戦ではガンダムの両腕にシールドを装備して運用された。RX-78の強大なジェネレーター出力と二連装大型ビーム砲、高い機動性によって無敵の重戦車と呼べる形態である。ただし、総重量がRTX-44並であることから、地形によっては使用できない。
Gブルからコア・ブロックを除きガンダムの腹部装甲パーツを接続した（シンプルに言い換えればGパーツAとガンダムAパーツを合体させた）形態はGブルイージー (G-BULL EASY) と呼ばれ、この形態ではGパーツAのコックピットで操縦する。Gブルとは逆にGパーツの機首側が正面である。第31話に登場。イージータイプに対して通常の形態をフルサイズタイプと呼び、これはGスカイも同様である。
なお、GパーツAにシールドを取り付けただけのさらなる簡易モードも存在するが、実戦では使用されていない。

### Gスカイ
GパーツB、ガンダムBパーツ及びコア・ファイターを戦闘機形態のまま合体させた形態。ただしコアファイターは上下裏返しの形(ガンダムBパーツは腹側を上にして接続されているが、コアファイターはガンダム時背面になる側が上になっている)で接続されており、そのままではガンダムやGアーマーに変形合体できない。ブースターユニットが追加されるものの、武装類の増強がなされていない点ではコンセプトが類似するコア・ブースターに劣る。支援戦闘爆撃機に分類され、重量の低減もあり、高速・長距離運用が可能となる。第31話に登場。
GスカイからガンダムBパーツを除いた、GパーツBとコア・ファイターのみを合体させた形態はGスカイイージー と呼ばれる。コア・ブースターは、このGスカイとGスカイ・イージーのデータを参考に開発された。
第25話では、セイラが乗るGファイターがAパーツに、ハヤトが乗るガンタンクがキャタピラにそれぞれ被弾したため、損傷していないGメカBパーツとガンタンクのコアファイターを組み合わせGスカイイージーに換装して再出撃している。

### ガンダムMAモード
ガンダムをうつ伏せにし、GパーツBを合体させた、高速戦闘に特化した形態。ガンダムが脚部をGパーツBに入れた形になる。
この形態もアムロの考案により実戦運用で誕生したものであるため制式な名称はなく、のちの資料でガンダムMAモード（ガンダムモビルアーマーモード）と呼ばれるが、ガンダム・スカイと呼ばれる事もある。
第32話にてザクレロとの戦闘時にのみ取った形態で、このMSともMAとも付かない姿からザクレロのパイロットであるデミトリー曹長からは「MAの出来損ない」と揶揄されている。高速性能に特化したはずがザクレロに対し優位に立てたわけでもなく、運動性能は低下しているのかザクレロ(こちらも運動性能に難ありとされる)の鎌（ヒート・ナタ）を回避しきれず損傷を受けており、そのためか再登場はなかった。

### Gバスター
プラモデル「SDガンダム BB戦士」で設定されたオリジナル形態。
Gファイターの天地を逆にした状態で、上面にビームキャノン、ガンダムのビームライフル、ガンダムシールド2枚を集中装備し、下面にキャタピラを配した戦闘攻撃モード。GパーツBの主翼を含むユニットは、Gアーマーと同様に180度回転している。

## 劇中での活躍
マチルダ・アジャン中尉率いる輸送部隊のミデアによってホワイトベースに搬送された新型兵器として登場。第24話よりセイラ・マスがメインパイロットを務め(第23話のGファイター初登場時と第25話のGスカイ・イージー初登場時はハヤト・コバヤシが搭乗)、ガンダムとのコンビネーションにより、さまざまな場面で活躍する。その後、ジャブローでもう1機がスレッガー・ロウとともに追加されるが、スレッガー機はソロモン攻略戦にてビグ・ザムのクローにコクピットを直撃され、彼も戦死する（第36話）。セイラ機もア・バオア・クー戦にて損傷し、遺棄される。
しかし、Gファイターのデザインや合体変形機構はあまりに玩具的過ぎるという意見（ガンダムを収納する都合上、Gパーツでのみ構成されるGファイターは中身が空洞ということになってしまう。そもそも、Gファイターと変形バリエーションの誕生自体がスポンサー側による、旧来のロボットアニメ販売戦略に基づく要請である）から、劇場版ではコア・ファイターの強化仕様という設定でコア・ブースターが新たに登場する。こうして、Gファイターの登場シーンはコア・ブースターのそれに差し替えられることとなったが、劇場版『機動戦士ガンダムIII めぐりあい宇宙編』では、スレッガー機がビグ・ザムに向かっていくシーンでGアーマーが、セイラが機体を放棄するシーンでGファイターが、それぞれ一瞬だけ映ってしまっている。
しかし、その後はGファイターの存在自体が否定されたわけではなく、映像作品にも登場している。OVA『GUNDAM EVOLVE../11』では、戦争が終結して間もないア・バオア・クーに、G-3ガンダムと合体したGアーマーおよびGブルが投入されている。
OVA『機動戦士ガンダム サンダーボルト』では、配信版第5話のア・バオア・クー攻防戦に登場。ビリー・ヒッカムの操縦するサイコミュ高機動試験用ザクとGアーマー形態で交戦してAパーツを破壊された後、格納されていたジムが上半身を反転させてガンダムMAモードと同様の形態をとるが、撃墜される。原作漫画に上記のシーンはないが、機体下部にキャタピラ部分の代わりに大型ミサイル2発を装着されたGファイターが登場するほか、コア・ブースターも登場する。また、外伝「砂鼠ショーン」では、陸戦型ガンダム系統のガンダムを内蔵したGアーマーが登場する。いずれもデザインが変更されており、特にGアーマーはガンダムを収容しているかが外見からは判別できないようになっている。
漫画『機動戦士ガンダム0079』では、原作と同様にハヤトやセイラが搭乗するが、デザインが大きく変更され、Gディフェンサーのようにガンダムの背部に合体するようになっている。そのため、GファイターとGアーマーの形態しか存在しない。サブフライトシステムとしての運用は可能で（作中ではランディングと呼称）、上部にガンダムが掴まるためのパーツが装備されている。同作品ではスレッガーは当初コア・ブースターを操縦しているが、ソロモン攻略戦の直前でブースターユニットが破壊され、新たに汎用型Gファイターが与えられる。この機体はGファイターの量産型で、コクピットが複座式に変更されて搭載ミサイルやペイロードも増加しているうえ、多数生産されて突撃隊の中核となり、強力なミサイルで空母ドロスを沈めるなど、大戦果を挙げている。
漫画『機動戦士ガンダム オレら連邦愚連隊』では、主人公たちの前に立ちふさがる敵役として、ガンダム・ピクシーと合体したGアーマー形態で登場。ピクシーと分離した後、ネメシス隊のライトライナーの特攻で撃墜される。
「電撃ホビーマガジン」誌上で連載された企画『ソロモンエクスプレス』では、「劇場版ガンダムは連邦軍が関与した戦争記録映画であり、Gファイターはガンダムの核兵器運用オプションだったことからその存在を隠すため、映像を差し替えられた」というメタ的解釈がなされており、核ミサイルを装備した状態のGアーマーの画稿も掲載されている。ただし、これは本作の独自設定である。

## 備考
Gブルの設定画ではガンダムとGファイター双方のAパーツが一体化しており、模型、玩具等で忠実に立体化する際には困難が伴った。Gスカイなどの設定画ではパースを考慮に入れたとしてもコア・ファイターが巨大であり、このため最初に1/144スケールでプラモデル化された際には1/100スケール以上の巨大なコア・ファイターが付属して「設定画を忠実に再現しています」の注意書きが添えられた。プラモデルでGブルを再現するには、外付けのパーツ（コアブロックを模している）とGファイターのAパーツとでガンダムのAパーツを挟み込み、下のキャタピラで固定する、という苦肉の策がとられている。そういう事情で、プラモデルでのGブルイージーの再現はできていなかった。
コア・ファイターが巨大でないとGスカイ・イージーのコア・ファイターとGファイターBパーツのサイズが合わないという問題は、間にスペーサーパーツを挟むことで対処する事が一般化している。後にHGUCシリーズで発売されたGアーマーのプラモデルでは、GファイターのAパーツに取り付けられているキャタピラのジョイントをガンダムAパーツのバックパックに接続する方法をとり、更にガンダムAパーツはコアブロック（Gブルはガンダムの腹部パーツを取り外した所にコアブロックをドッキングさせることで再現）をドッキングさせていない状態の腹部パーツに換装することにより、Gブルイージーを再現可能としている。

## バリエーション

### プロトGファイター
漫画『機動戦士ガンダム MSV-R 虹霓のシン・マツナガ』に登場。
「V計画」の一環として開発された。「Gシュライク」「Gイグニス」「Gアトラス」の3機で構成され、合体して「Vファイターモード」と呼ばれる重戦闘機形態となることによりパワーアップする。
MS用のジェネレーターと兵装を流用した強力な宇宙戦闘機として、MSよりそのような兵器でこと足りると考えている連邦軍上層部への「ポーズ」として開発されたとも言われるが、合体機構をもつことからのちのGメカに繋がるコンセプトの技術検証機としての側面ももつ。セキ技術大佐が開発に携わり、のちにモスク・ハン博士により各部アクチュエーターにマグネット・コーティングが施される。
宇宙世紀0079年9月、連邦軍の「アンタレス」作戦の一環として数度に渡りソロモンへの襲撃を繰り返して多くの戦果を挙げ、アナベル・ガトー大尉（当時）の高機動型ザクIIの右腕を破壊し、ドズル・ザビ中将のザクIIを撃墜（ドズルは生還）するといった金星も挙げている。
Gシュライク
「Vファイターモード」の機首となる。武装は機首の4連装機銃らしきもののみである。コーマック・ブラックウッド中尉が搭乗。
Gイグニス
「Vファイターモード」の後部上面となる。機首はコア・ファイターと共通のデザイン。武装は主翼付け根の「フィフティーン・キャリバー」（ボールK型と同型）と、主翼中央の4連装ロケット・ランチャーらしきもの。ホープ・ギャロウェイ少尉が搭乗。
Gアトラス
「Vファイターモード」の後部下面となる。キャタピラと強力なメガ粒子砲2門を装備。当初はエルネスト・ギロー少尉が搭乗するが、負傷により運用責任者であるオスカー・シクリッド大尉に交代する。
ドズルのザクIIを撃墜後、「Vファイターモード」からボルトアウトし、Gイグニスの機首とGシュライクを分離した状態でソロモン内部に侵入。シン・マツナガ大尉の高機動型ザクIIと交戦後、ジェネレーターを暴走させオスカーは逃走する。推進剤の残りが少ないマツナガ機に代わり、ガトー機によって間一髪でソロモンの外に運ばれ爆発する。

### Gファイター宇宙型
メカニックデザイン企画『MSV-R』にて設定された機体。
キャタピラを排除、エンジンを大推力のロケットエンジンに換装。主翼にメガ粒子砲を装備し、ガンダムの収納スペース部分には脱着式のウェポンベイを装備。ウェポンベイの兵装担当の砲撃手用にコクピットをタンデム化している。ウェポンベイを外す事で、原型機同様にガンダムの収納も可能。少数が配備され、実戦運用もされた。

### Gファイター強襲揚陸型
メカニックデザイン企画『MSV-R』にて設定され、漫画『機動戦士ガンダム MSV-R ジョニー・ライデンの帰還』に登場する機体。
一年戦争後にGファイター宇宙型をベースとして開発された機体で、連邦軍特殊部隊で運用された。機体中央部に兵員30人の収納が可能となるカーゴを備え、両サイドにはバンカーバスター用のパイロンが設置されている。
『機動戦士ガンダム MSV-R ジョニー・ライデンの帰還』では、ガンダムを収容する部分に各種専用のコンテナを搭載することで幅広い作戦遂行能力を持つGファイターは、特務部隊を中心に発注が行われ、少数量産されていたとされる。また、コンテナ部分を新規開発することでその後のニーズにも対応できたため、U.C.0090年においても現役運用されている息の長い兵器となっている。漫画では母艦からの空中発進と目的地への垂直離着陸を行った後、パイロン・履帯付きカーゴを分離して装甲兵員輸送車として運用。また分離後の機体もカーゴ部分を詰めて、再度の航空機運用が可能で、直掩任務を行う。ただし燃費は悪く長期の滞空は不可能。

### Gファイター爆撃型
メカニックデザイン企画『MSV-R』にて設定された機体。
機体内部にMS1機を収納できるペイロードを活用し、Gファイターを純然たる戦闘爆撃機として改良した機体。キャタピラを排除し、ガンダムの収納スペースを燃料タンクと爆弾などの積載スペースに転用。インテーク上面にバルカン砲を装備し、コクピット後方のビーム砲をオプション装備用のハードポイントに変更している（装備として2連装ミサイルランチャーなど、数種の兵装が開発された）。大戦末期の開発開始だったため、8機のみの実戦投入にとどまっている。

### 汎用型Gファイター
漫画『機動戦士ガンダム0079』に登場する機体。
Gファイターの量産型。複座となり、完全な宇宙戦闘機としたことによりベイロードが大幅に増えている。基本フレームはGファイターと同じなので、MSを懸架することができる。

### スーパーGアーマー
書籍『GUNDAM WARS PROJECT Ζ』に作例と設定を掲載（型式番号：RX-G132）。初出は月刊『モデルグラフィックス』1986年1月号で、ラフデザインは小田雅弘。
Gアーマーの改良発展型。元のGアーマーがコアブロックシステムを全面的に活用した多目的戦闘システムであるのに対して、本機はガンダムを輸送する機能を持った重戦闘機、と機能を限定している。そのため、ガンダムの収納方法もA、Bパーツが分離するのではなく、Aパーツに当たる機体前部が上方にスライドして格納する方式となっている。固定武装として大型ビームキャノン2門、翼下と胴体下面にはロケットランチャーポッドを搭載することが可能。使い捨てのラウンチングブースターを使用することで、航続距離・行動時間を延長できる。
一年戦争後しばらく研究が続けられ、支援戦闘機計画でRXナンバーを与えられるが、量産化には至っていない。

### GファイターII
漫画『機動戦士ガンダム0083 REBELLION』に登場する機体。
ガンダム試作1号機 "ゼフィランサス"の航空支援用にジャブローで開発される。試作1号機を内部に収容して「GアーマーII」となり、ガンダムの作戦行動範囲を飛躍的に広げることができる。ディック・アレンとチャック・キースが搭乗。
オリジナルのGファイターと違い機首操縦席は複座式で、AパーツとBパーツは伸縮式のアームで一体化しており、破損したビームキャノンの代わりに1号機の試作ビームライフルを装着している。1号機では出力の問題で使用できないロングレンジビームライフルも、数秒間隔という制限はあるが使用可能。

### ガンダム改修型機体
雑誌『ゲームぎゃざ』連載の読者参加型ゲーム「機動戦士ガンダム G-STRATEGY」に登場（型式番号：RXX）。なお、本作は宇宙世紀の歴史のIFを扱ったゲームである。
連邦軍でMAを開発するための公開トライアルに参加した機体の一つ。ガンダムの支援キットとして開発されていた機体（本作には登場しない「Gパーツ」を指す）をもとに、コスト削減のためにガンダムのパーツを流用している。外観はガンダムMAモードに近いが、分離機構はもたない。武装はGパーツB側にビーム・キャノンを装備し、ほかに各種ミサイル・ランチャーらしき装備が見て取れる。航宙機発展型機体に敗れ、不採用となっている。